# Fiat Seicento
"Seicento" es la pronunciación italiana de 600; para el modelo Fiat con nombre 600, véase Fiat 600.
El Fiat Seicento es un automóvil del segmento A producido por el fabricante italiano Fiat desde 1998 hasta 2006.
El modelo fue presentado para suceder al Fiat Cinquecento, pero no difiere mucho de su predecesor, conservando los mismos motores, chasis y dimensiones generales, aunque sí varió su longitud (3.34m). 
Exteriormente era muy similar. El Seicento mantuvo la misma carrocería hatchback de tres puertas, en lugar de las cinco puertas de muchos modelos coreanos y japoneses del mismo segmento, tales como el Daewoo Matiz y el Suzuki Wagon R. Al igual que sus predecesores, el Cinquecento y el Polski Fiat 126p, el Seicento fue construido en la fábrica polaca de Fiat en Tychy. 
De 1998 a abril de 2004 se habían producido cerca de 1.1 millones de unidades del modelo. 
El nombre proviene de la traducción "seiscientos" al italiano, siendo sucesor del mítico Fiat 600. En el 50 aniversario de este último, el modelo fue renombrado como 600.

## Acabados y versiones
- Seicento S
- Seicento SX
- Sporting
- Suite
- Team
- Van
- Young
- Brush
- Citymatic
- Fun
- Hobby
- 600 aniversario (2007)
- Elettra